# La Neuville-Sire-Bernard
La Neuville-Sire-Bernard (picardisch: L'Neuville-Sire-Bernard) ist eine nordfranzösische Gemeinde mit 279 Einwohnern (Stand 1. Januar 2022) im Département Somme in der Region Hauts-de-France. Die Gemeinde liegt im Arrondissement Montdidier, ist Teil der Communauté de communes Avre Luce Noye und gehört zum Kanton Moreuil.

## Toponymie und Geographie
Das 1146 als Novavilla genannte La Neuville liegt am rechten Ufer der Avre rund 4,5 km südsüdöstlich von Moreuil an der Départementsstraße D935 (frühere Route nationale 35). Sie ist durch eine Brücke mit Braches am gegenüberliegenden Flussufer verbunden. Das Flusstal ist teilweise versumpft. Das heutige Gemeindegebiet umfasst auch das Gebiet von Quiry-le-Vert und einen Teil von Saint-Aubin-en-Harponval, das nach einem Brand im Jahr 1715 verlassen wurde.

## Geschichte
Die Herrschaft von La Neuville war von der Abtei Corbie abhängig, bis sie 1229 an Bernard de Moreuil verkauft wurde, von dem sie den Namenszusatz Sire Bernard übernahm. Die Gemeinde wurde im Ersten Weltkrieg großenteils zerstört. Sie erhielt als Auszeichnung das Croix de guerre 1914–1918.

## Einwohner
| 1962 | 1968 | 1975 | 1982 | 1990 | 1999 | 2006 | 2010 |
| ---- | ---- | ---- | ---- | ---- | ---- | ---- | ---- |
| 105  | 123  | 119  | 157  | 219  | 267  | 271  | 271  |

## Verwaltung
Bürgermeister (maire) ist seit 2001 Jacques Bertrand.

## Sehenswürdigkeiten
- Kirche Mariä Himmelfahrt